# Gary Thomas

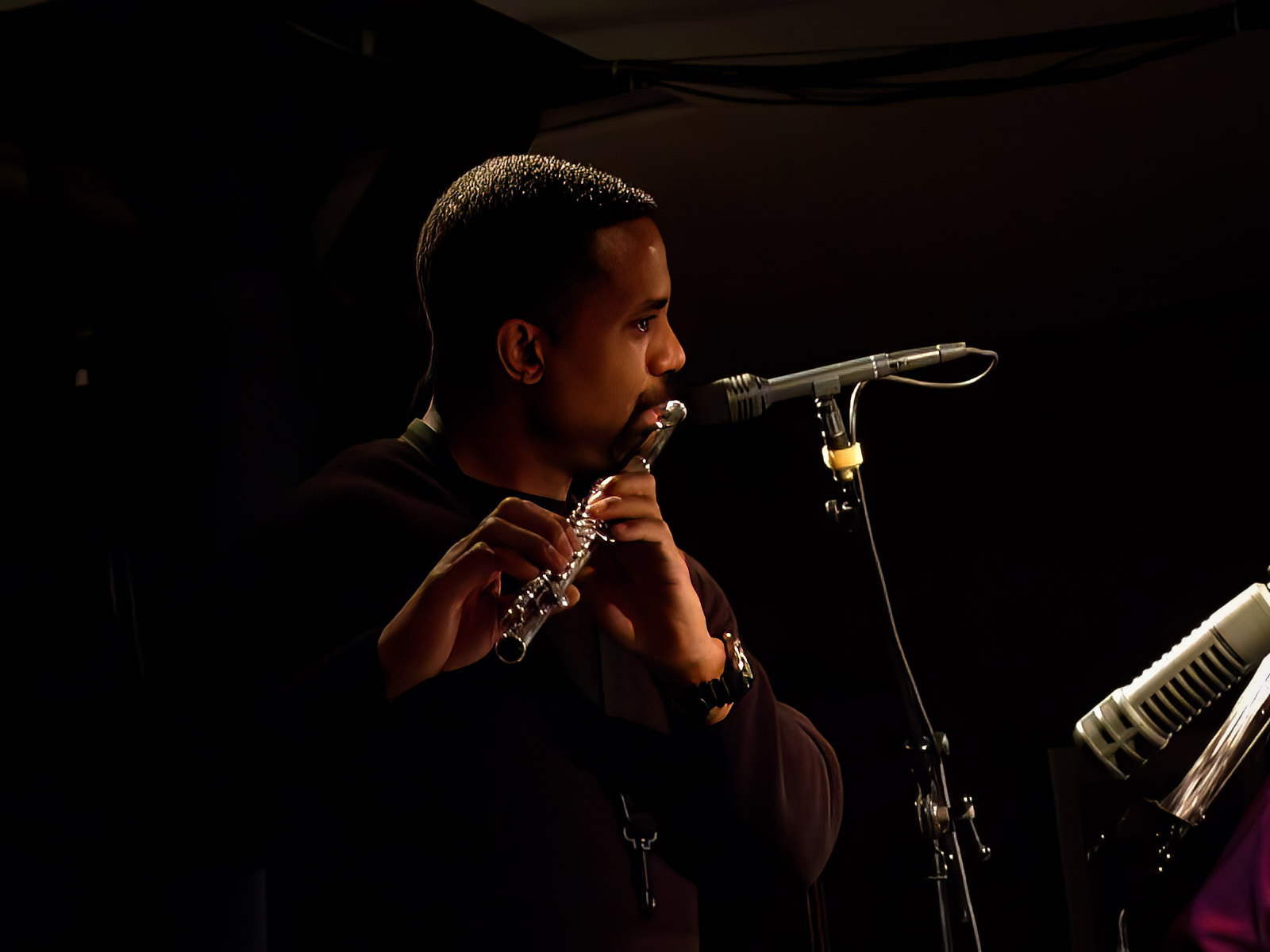
Gary Thomas in München (2002)

Gary Thomas (* 6. Juni 1961 in Baltimore, Maryland) ist ein US-amerikanischer Jazzmusiker (Tenor- und Sopransaxophon, Flöte, Komposition) und Musikpädagoge.  

## Leben
Thomas hatte als Kind Klavierunterricht und begann, neben Gitarre und Orgel Holzblasinstrumente zu spielen – zunächst Oboe und Flöte, dann auch Klarinette, über die er mit 17 Jahren zum Jazz fand. Seiner Ausbildung am örtlichen Peabody-Konservatorium folgte ein einjähriges Studium an der Howard University. Während des Studiums spielte er mit Kommilitonen wie Greg Osby und Geri Allen. 1985 holte ihn Jack DeJohnette in seine Special Edition, der er bis 1993 fest angehörte (mit der er aber auch später noch aufnahm). 1986 und 1987 gehörte er auch zur Band von Miles Davis und spielte außerdem u. a. mit Cecil Brooks III, Wallace Roney oder Tony Reedus. 
Ab 1987 leitete er seine eigene Gruppe The Seventh Quadrant, zu der zeitweise Kevin Eubanks, Anthony Cox bzw. Dave Holland und Schlagzeuger wie Dennis Chambers oder Jeff Watts gehörten. 1994 beschäftigte sich Thomas in seinem Overkill-Projekt mit Hip-Hop. Als Begleiter wirkte er an Einspielungen von Gabrielle Goodman, Cassandra Wilson, Michele Rosewoman, Uri Caine, Christy Doran, der WDR-Bigband oder Peter Herborn mit (alles Künstler, die auch bei JMT unter Vertrag waren). Zwischen 1997 und 1999 gehörte er zur Gruppe von John McLaughlin. 2001 war er an Terri Lyne Carringtons Album Jazz Is a Spirit beteiligt; seit 2002 gehört er zum Quartett von Herbie Hancock.
Thomas leitet die Jazzabteilung des Peabody-Konservatoriums in Baltimore. Martin Kunzler zufolge gilt er neben Steve Coleman als „eigenständigste Stimme, die in der Kombination von akustischer Musik und Elektronik das weite Feld zwischen Bebop-Überlieferung, M-Base-Errungenschaften und den erfolgträchtigen Grooves der Funky Music beackert.“ Insbesondere auf dem Tenorsaxophon spielt er luftreich, doch sehr individuell mit harter Kontur, während er auf der Flöte ein Nachfolger Rahsaan Roland Kirks bleibt.

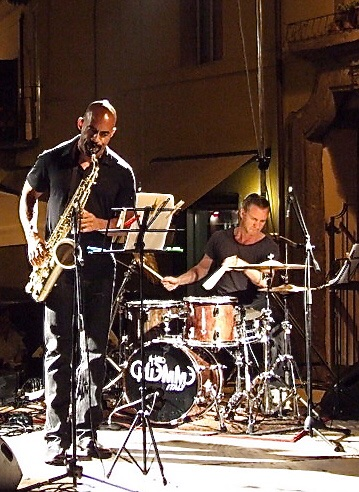
Gary Thomas (links) mit John B. Arnold (2014)

## Diskographie (Auswahl)
- The Seventh Quadrant (Enja, 1987)
- Code Violations (Enja, 1988)
- By Any Means Necessary (JMT, 1989) mit John Scofield, Dennis Chambers
- Kold Kage (JMT, 1991) mit Greg Osby, Dennis Chambers, Anthony Cox
- Christy Doran, Mark Helias, Bobby Previte, Gary Thomas Corporate Art (JMT, 1991)
- Till We Have Faces (JMT, 1992) mit Pat Metheny, Preis der Deutschen Schallplattenkritik 1993
- Overkill (JMT, 1995) mit Jovanotti
- Found on Sordid Streets (Winter & Winter, 1997)
- Pariah's Pariah (Winter & Winter, 1998)
- Jazz Unit with Gary Thomas Yaqui (Pama 2000)
- Corpulent Wolfwalk (Umlaut 2005), mit Joel Grip, Devin Gray